# Mara Takla Hajmanot
Mara Takla Hajmanot Etiópia császára volt, vagy az etiópok használta cím szerint nəgusä nägäst (a „négusok négusa”, vagy „királyok királya”). Egyes forrásokban egyszerűen csak „Mararah”-ként, máshol „Takla Hajmanot”-ként hivatkoznak rá. A Zagve-dinasztia megalapítója, Taddesse Tamrat szerint  Tatadim, Jan Szejum és Germa Szejum későbbi császárok apja. Uralkodásának idejét a 10. századra tehetjük, a pontos évszámok bizonytalanok, a trónfoglalása valószínűleg 937-ben történt.
Mara Lasta tartományban született, mely később központjává vált. Eleinte Dil Na’od tábornoka volt, akinek Masoba Warq nevű lánya lett a felesége, majd apósát megbuktatva alapította meg az új dinasztiát.
Nincs konszenzus a trónfoglalásának időpontjával kapcsolatban: a szájhagyomány szerint kétféle nézet terjedt el a Zagve-dinasztia uralkodásának időtartamával kapcsolatban: az elterjedtebb nézet szerint 333 év, míg a másik vélekedés 133 évre teszi. Carlo Conti Rossini olasz tudós a rövidebb időtartammal értett egyet, amit visszaszámolva a Zagve-dinasztia kihalásának időpontjától (1270), 1137-et kapunk a dinasztia kezdetének. Elméletének alátámasztására felhozta azt a feljegyzett eseményt, amikor V. János alexandriai pápát (p.: 1147–1166) egy meg nem nevezett etiópiai király arra kérte, hogy váltson le egy abunt (egyházi tisztségviselőt), mert az már túl öreg volt; Conti Rossini szerint valójában azért kellett leváltani az abunát, mert az nem volt hajlandó elnézni a puccsot, amellyel Mara Takla Hajmanot megszerezte a trónt.
Birodalma jóval kisebb volt, mint a későbbi Salamon-dinasztia királysága: magába foglalta Lasta, Wag, Tigré és talán Észak-Begemder részeit.
| Előző uralkodó: Dil Na’od | Etiópia császára 916 k. – 919 k. Zagve-dinasztia | Következő uralkodó: Tatadim |